# Havoc (rappeur)
Pour les articles homonymes, voir Havoc.
Havoc, de son vrai nom Kejuan Muchita, né le 21 mai 1974 dans le Queens, New York, est un rappeur et producteur américain. Il est l'un des membres du groupe de hip-hop Mobb Deep.
Il apparaît aussi comme personnage dans le jeu vidéo Def Jam: Fight for NY.

## Biographie
Havoc est originaire du quartier de Queensbridge, situé dans la ville de New York. Au fil de sa carrière, Havoc produit la majeure partie des chansons extraites des albums de Mobb Deep ; il produit également des chansons pour des MCs comme Per Vers, Eminem, Nas, Foxy Brown, Onyx, The Notorious B.I.G., Jadakiss, Styles P, Method Man, Game, Diddy, LL Cool J, La the Darkman, Rohff, Big Noyd, Termanology, O.G.C.,  Tragedy Khadafi, Capone-N-Noreaga, et son partenaire Prodigy. Au printemps 2005, Mobb Deep signe au label de son ami et rappeur 50 Cent, G-Unit Records. À la fin de 2009, 50 Cent met un terme au contrat du duo.
En juillet 2009, Havoc participe à la vidéo du titre 24K Rap de Raekwon, extrait de l'album Jay Stay Paid. En 2010, Havoc produit un beat pour Eminem qui sera le résultat d'une chanson intitulée Untitled une chanson bonus de l'album Recovery. Il révèle l'éventuelle sortie d'un nouvel album des Mobb avec Nas. Son troisième album, 13 est publié le 7 mai 2013. L'album atteint la 44e place des Billboard RnB Albums. En 2013, Havoc s'associe à Kavinsky pour leur album OutRun.

## Discographie

### Albums studio
- 2007 : The Kush
- 2009 : Hidden Files
- 2013 : 13
- 2014 : Thirteen Reloaded

### Albums collaboratifs
- 1993 : Juvenile Hell (avec Mobb Deep)
- 1995 : The Infamous (avec Mobb Deep)
- 1996 : Hell on Earth (avec Mobb Deep)
- 1999 : Murda Muzik (avec Mobb Deep)
- 2001 : Infamy (avec Mobb Deep)
- 2004 : Amerikaz Nightmare (avec Mobb Deep)
- 2006 : Blood Money (avec Mobb Deep)
- 2014 : The Infamous Mobb Deep (avec Mobb Deep)
- 2016 : The Silent Partner (avec The Alchemist)
- 2020 : In the Name of Prodigy (avec Flee Lord)
- 2021 : Extreme Measures (avec Dark Lo)
- 2021 : Future of the Streets (Deluxe Edition) (avec Nyce Da Future)
- 2021 : Wreckage Manner (avec Styles P)

### Mixtapes
- 2003 : Free Agents: The Murda Mix Tape
- 2004 : The Mix Tape: Before 9/11
- 2011 : White Cocaine (mixée par DJ Iron Sparks)

### Compilations
- 2006 : Life of the Infamous: The Best of Mobb Deep
- 2007 : The Infamous Archives
- 2009 : The Safe Is Cracked